# Ctenophora (họ Ruồi hạc)
Ctenophora là một chi ruồi hạc trong họ Tipulidae. Chúng thường có kích thước khoảng 20 mm long, hoặc 25-mm cả cánh.

## Các loàis
- Phân chi Cnemoncosis Enderlein, 1921
  - C. fastuosa Loew, 1871
  - C. festiva Meigen, 1804
  - C. ishiharai Alexander, 1953
  - C. magnifica Loew, 1869
  - C. nohirae Matsumura, 1916
  - C. ornata Meigen, 1818
  - C. septentrionalis (Alexander, 1921)
  - C. yezoana Matsumura, 1906
- Phân chi Ctenophora Meigen, 1803
  - C. amabilis Takahashi, 1960
  - C. apicata Osten Sacken, 1864
  - C. biguttata Matsumura, 1916
  - C. elegans Meigen, 1818
  - C. flaveolata (Fabricius, 1794)
  - C. guttata Meigen, 1818
  - C. nigriceps (Tjeder, 1949)
  - C. nikkoensis Takahashi, 1960
  - C. nubecula Osten Sacken, 1864
  - C. pectinicornis (Linnaeus, 1758)
  - C. perjocosa Alexander, 1940
  - C. pselliophoroides Alexander, 1938
  - C. tricolor Loew, 1869
- Phân chi Xiphuromorpha Savchenko, 1973
  - C. sibirica Portschinsky, 1873